# Ольга Калюжная
Ольга Калюжная (нар. 19 грудня 1982) — колишня російська тенісистка.
Найвищу одиночну позицію світового рейтингу — 202 місце досягла 21 квітня 2003, парну — 362 місце — 25 серпня 2003 року.
Здобула 3 одиночні титули туру ITF.

## Фінали ITF
| турніри $100,000 |
| турніри $75,000  |
| турніри $50,000  |
| турніри $25,000  |
| турніри $10,000  |

### Одиночний розряд: 7 (3–4)
| Результат | Ранг | Дата             | Турнір                   | Покриття | Суперниця                | Рахунок            |
| --------- | ---- | ---------------- | ------------------------ | -------- | ------------------------ | ------------------ |
| Поразка   | 1.   | 27 серпня 2000   | Толука-де-Лердо, Мексика | Ґрунт    | Еріка Вальдес            | 4–6, 6–4, 6–7      |
| Поразка   | 2.   | 30 жовтня 2000   | Нью-Делі, Індія          | Тверде   | Ленка Длгополцова        | 1–4, 4–1, 4–5, 2–4 |
| Поразка   | 3.   | 5 листопада 2001 | Ель-Мансура, Єгипет      | Ґрунт    | Анна Флоріс              | 6–7, 7–6, 3–6      |
| Перемога  | 1.   | 24 лютого 2002   | Сьюдад-Вікторія, Мексика | Тверде   | Даніела Олівера          | 7–5, 6–2           |
| Поразка   | 4.   | 7 липня 2002     | Рабат, Марокко           | Ґрунт    | Йоанна Сакович-Костецька | 3–6, 5–7           |
| Перемога  | 2.   | 1 липня 2007     | Бреда, Нідерланди        | Ґрунт    | Лаура Габеркорн          | 6–4, 7–6           |
| Перемога  | 3.   | 29 червня 2008   | Бреда, Нідерланди        | Ґрунт    | Даніелле Гармсен         | 4–6, 6–2, 6–4      |

### Парний розряд: 3 (0–3)
| Результат | Ранг | Дата           | Турнір                         | Покриття   | Партнерка            | Суперниці                    | Рахунок  |
| --------- | ---- | -------------- | ------------------------------ | ---------- | -------------------- | ---------------------------- | -------- |
| Поразка   | 1.   | 10 квітня 2002 | Монтерей (Каліфорнія), Мексика | Тверде     | Марія Фернанда Алвеш | Меліса Аревало Ванесса Менга | 2–6, 1–6 |
| Поразка   | 2.   | 24 серпня 2002 | Марибор, Словенія              | Ґрунт      | Альона Бондаренко    | Тіна Герголд Естер Мольнар   | 1–6, 1–6 |
| Поразка   | 3.   | 25 лютого 2012 | Таллінн, Естонія               | Тверде (i) | Яймі-Ґейл ван де Вал | Лу Бруло Олександра Саснович | 3–6, 2–6 |